# Médiathèque André-Malraux de l'Agglo Béziers
Pour les articles homonymes, voir Médiathèque André-Malraux (homonymie) et MAM.
La médiathèque André-Malraux (MAM) est une grande médiathèque communautaire publique française, située dans la commune de Béziers, dans l'Hérault.

## Situation
Située au centre du territoire de la communauté d'agglomération Béziers Méditerranée et au centre géographique de la ville de Béziers, sur la place du 14 juillet où a lieu tous les vendredis le marché de Béziers, l'IUT inauguré en septembre 2011, le centre universitaire Paul-Valéry et le restaurant universitaire.

## Historique
La décision de construire une médiathèque sur l’espace Duguesclin est prise par Béziers Méditerranée en 2002. L’ouverture, initialement prévue fin 2007, a lieu en septembre 2008.

## Fonctionnement
150 000 documents tous supports constamment réactualisés (livres, DVD, presse, partitions, CD...) sont à la disposition du public, sur place ou à l’emprunt. Des ordinateurs sont accessibles dans tous les espaces de la médiathèque.
La MAM accueille depuis 2021, dans un espace dédié, la bibliothèque de Daniel Cordier, secrétaire de Jean Moulin, dont la famille à fait don à la ville de Béziers.
En 2023 est inauguré l'Espace Jean Moulin, présentant au public des reproductions des œuvres du haut fonctionnaire et résistant sous son nom d'artiste, Romanin.
Depuis son ouverture en septembre 2008, la MAM a enregistré en septembre 2013 environ 2 000 000 passages de visiteurs.

## Bâtiment
La MAM est un projet architectural signé Jean-Michel Wilmotte.
Axé sur l'ancienne emprise élargie de la caserne Duguesclin, le bâtiment est composé de 3 monolithes de pierre et de verre. Il est organisé autour d'un vide intérieur : le patio végétalisé, cœur de l'édifice.
L'accès principal à la médiathèque s'effectue au niveau de la place du 14 juillet. Le rez-de-chaussée bas vitré sur le hall et offre des perspectives à l'intérieur du bâtiment et des vues sur le patio.
L'entrée haute, côté avenue Jean-Moulin permet d'accéder à la brasserie, à l'auditorium et à la galerie d'exposition en dehors des horaires d'ouverture de la MAM.
Les matériaux utilisés donnent une image très minérale du bâtiment : pierre claire, composition translucide sur la façade principale côté place (plaques de marbre insérées entre deux plaques de verre), qui permet de filtrer l'entrée de la lumière dans les pôles, verre et bois de chêne à l'intérieur.
Le bâtiment s'inscrit dans une haute qualité environnementale (HQE) avec une priorité donnée au confort hygrothermique (ventilation naturelle grâce aux puits canadiens, chauffage régulé, isolation des parois, monomur...), au confort acoustique et à l'écogestion.